# Ola (Dakota del Sur)
Ola es un lugar designado por el censo ubicado en el condado de Brule en el estado estadounidense de Dakota del Sur. En el Censo de 2010 tenía una población de 13 habitantes y una densidad poblacional de 1,25 personas por km².

## Geografía
Ola se encuentra ubicado en las coordenadas 43°36′2″N 99°12′41″O / 43.60056, -99.21139. Según la Oficina del Censo de los Estados Unidos, Ola tiene una superficie total de 10.42 km², de la cual 10.42 km² corresponden a tierra firme y (0%) 0 km² es agua.

## Demografía
Según el censo de 2010, había 13 personas residiendo en Ola. La densidad de población era de 1,25 hab./km². De los 13 habitantes, Ola estaba compuesto por el 100% blancos, el 0% eran afroamericanos, el 0% eran amerindios, el 0% eran asiáticos, el 0% eran isleños del Pacífico, el 0% eran de otras razas y el 0% pertenecían a dos o más razas. Del total de la población el 0% eran hispanos o latinos de cualquier raza.